# A型肝炎
A型肝炎（Aがたかんえん、Hepatitis A, HA）とは、A型肝炎ウイルス（HAV）が原因のウイルス性肝炎の一種である。多くは一過性の急性肝炎症状で終わり、治癒後は強い免疫を獲得する。症状消失後、1か月から2か月間はウイルスの排出が続く。
世界保健機関（WHO）では高レベル感染地域、中レベル感染地域、低レベル感染地域の三つに分類している。日本では感染症法上の4類感染症である。

## 疫学
古くはヒポクラテスが「流行性の黄疸」として記したとされている。
A型肝炎ウイルス(HAV)は全世界に分布する。感染力は比較的強く、患者の発生数と居住環境の衛生状態には関連性がある。上下水道が整備されている先進国での発生は少ないが、衛生環境の劣悪な地域では蔓延している。衛生環境が劣悪な地域の感染は、乳幼児期に感染する事が多いが流行はない。衛生環境が改善する過程では規模の大きな流行が見られ、1988年に中華人民共和国上海市で30万人規模の流行があった。
衛生環境の整った先進国や都市部での感染は、抗体保有率が低いことから集団発生が見られる。また患者の発生報告には季節性があり、日本では例年春先になると感染者数が増加するが、その理由は明らかではない。第二次世界大戦後生まれの世代では、A型肝炎に対する抗体（HA抗体）を持っておらず、これらの人々がA型肝炎の流行地である南アジアやアフリカへ海外旅行することで、感染するパターンが多い。汚染された輸入食材経由の感染が懸念されている。
潜伏期間が約1ヶ月と長いことから、未発症の感染者を感染源として食品を汚染し集団発生することがあるが、原因食材の特定には至らない場合も多い。

### 病原体

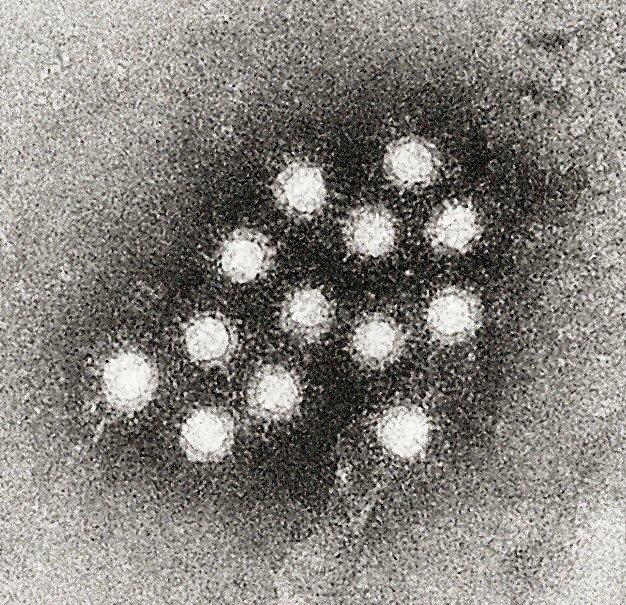
A型肝炎ウイルス

A型肝炎ウイルスはピコルナウイルス科ヘパトウイルス属に属するRNAウイルスである。発見当初、ピコルナウイルス科のエンテロウイルス属に分類されていたが、後にヘパトウイルス属として分類された。形状は、直径約27nmの裸の正20面体で、遺伝子型は7種類に分類されているが、血清型は1種類。
界面活性剤、エーテル、pH3 程度の酸、温度、乾燥に対して抵抗性が強いが、高圧滅菌、UV照射、 ホルマリン処理、塩素剤処理で失活する。

### 感染源
経口感染
糞便を介した経口感染で、糞便に汚染された器具、手指等を経て感染する。また、ウイルスに汚染された水や野菜、魚介類などを生や加熱不十分なまま食べることによっても感染する。
世界的には、カキなどの二枚貝、レタスや青ネギなどの野菜類、冷凍ラズベリーや冷凍イチゴなどの冷凍果実類による集団感染が報告されている。日本でA型肝炎ウイルスによる食中毒として原因食品が特定された例はウチムラサキ貝（大アサリ）の事例と握り寿司の事例のみと少ない。感染症発生動向調査による報告による推定される感染源は、国内感染事例ではカキなどの海産物や寿司、肉類などが感染源として推定され、国外感染事例では海産物のほか野菜・フルーツ、水などが感染源として推定されている。
性行為感染
男性間の性行為による感染者の増加が報告されている。また、2018年は36週（9月9日）までに、例年の感染者数を大きく越える724人の感染が、国立感染症研究所によって報告された。

## 臨床所見

### 感染
口から侵入したA型肝炎ウイルスは、消化管で吸収されて血流に乗り、肝臓へと到達する。感染後最初のウイルス増殖が何処で起こるのかは未解明であるが、肝臓でウイルスは増殖し胆汁中や血液中に放出されるが、肝細胞が破壊されることはない。ウイルスを含んだ胆汁は十二指腸へ排出されるが一部は腸管で再吸収され、残りは便中に排泄される。
潜伏期間は2週間から7週間（平均4週間）で、やがて増殖したウイルスに対する免疫が働き始めHA抗体が作られるようになると免疫機構により肝細胞が攻撃され、A型肝炎の症状が出現する。肝炎の発症以前でも、感染者の糞便中にはA型肝炎ウイルスが排出されており、他人に感染させる原因となり得る。
A型肝炎の経過は慢性化することはほとんどなく急性肝炎の形をとり、ある時期を過ぎると治癒へ向かうことが多いが、稀に劇症肝炎(1%)や腎不全へと移行し重症化することがある。

### 症状
一般に小児では、不顕性感染か発症しても軽い症状で終わることが多い。一方、成人では明瞭な黄疸症状を呈する事が多く、灰白色便、発熱、下痢、腹痛、吐き気・嘔吐、全身倦怠感、CRP上昇、プロトロンビン時間短縮などの症状があり、初期には風邪と類似の症状がみられる場合がある。高齢者ほど症状が重くなりやすい。4週間から8週間で回復し、B型肝炎やC型肝炎と異なり慢性症状に移行することはないとされている。肝機能の回復には、1ヶ月から2ヶ月が必要とされ、肝機能が完全に回復するまでは禁酒が必要。黄疸が消えれば、肝機能検査の結果が完全に正常で無くとも、安全に職場復帰が可能。
合併症として、急性腎不全、貧血、心筋障害。

### 診断
血清中のIgM型HA抗体により確定診断するが、感染初期には約5%が陰性と診断される。
- 触診、腹部エコーでの肝臓の腫大
- 血液検査：肝機能検査、血清中のIgM型HA抗体(高IgM血症)、血清中のウイルス分析など。

IgG型HA抗体は治癒の指標となる。
- 便検査  但し、細胞培養によるウイルス分離には長期間が必要なため、診断目的には利用されない。

### 治療
特異療法は無く、対症療法が行われる。
- 安静。

禁忌
肝代謝型の薬剤

## 予防
一般的な感染予防法として、十分な手洗い（調理前、食事前、トイレ、オムツ替えの後など）や十分に加熱された飲食物の摂取が挙げられる。

### ワクチン接種

#### A型肝炎ワクチン
- 日本のKMバイオロジクス製A型肝炎ワクチン（旧化学及血清療法研究所製、エイムゲン）は、1995年から日本の医療機関で使用されている。アフリカミドリザル腎臓由来細胞（GL37細胞）でA型肝炎ウイルス （KRM003株）を培養・精製した、乾燥組織培養A型肝炎不活化ワクチンである。対象年齢は16歳以上であったが、2013年（平成25年）3月から、16歳未満の小児へも拡大された。
  - 1歳以上であれば2～4週間の間隔で2回皮下または筋肉内に接種し、その6ヶ月後に3回目を接種する。3回の接種完了で約5年間有効とされているため、リスクがある場合には5年に一度の接種が推奨されている。
  - 正式な力価は公表されていないが、予測では約1200El.U.と思われる。アジュバントを含まないため免疫応答は緩徐であり、2回目の接種をした約2週間後に抗体がつくため、海外渡航前に最低2回の接種が必須である。
  - 世界のA型肝炎ワクチンの間に互換性は確認されていないため、エイムゲン接種を始めたら3回ともエイムゲンで完結させる必要がある。
- 世界で利用されているA型肝炎ワクチン（不活化ワクチン）は、2回の筋肉内接種で済み、初回接種の6ヶ月以降に2回目の接種を受けることで、ブースター効果により20年以上有効と報告されている。
  - 対象年齢は満1歳からであり、アメリカ合衆国では2006年から定期接種になっている。Havrixの成人量力価は1440El.U.である。
  - 世界製品にはアジュバントを含むため、早期からの免疫応答が認められ、抗体価も上がりやすく、1回接種で約14日後に抗体がつくため、急な海外渡航でも間に合う。また、世界のA型肝炎ワクチンの間では、ワクチンの互換性に問題ないことが報告されている。
  - ワクチンの商品名は、GSKの「Havrix」とMSDの「Vaqta」、またはB型肝炎ワクチンとの二種混合の「Twinrix」が一般的である。
- 免疫グロブリンによる受動免疫の方法は推奨されていない[9]。

#### WHOの対応
世界保健機関（WHO）は、A型肝炎について高レベル感染地域、中レベル感染地域、低レベル感染地域の三つの地域に分類しており、予防接種に対して異なる対応をとっている。
- 高レベル感染地域
  - 高レベル感染地域では10歳未満での感染がほとんどであり、WHOはA型肝炎ワクチンの使用による便益は少ないとして、子供への定期予防接種を推奨していない[2]。
- 中レベル感染地域
  - 中レベル感染地域では、衛生施設や衛生的な実践がまちまちで、免疫のない大人も多いことから、WHOはA型肝炎ワクチンの子供への定期予防接種を推奨している[2]。
- 低レベル感染地域
  - 低レベル感染地域では免疫のない大人が大多数であるが、充実した衛生施設や衛生的な実践があるため、患者の広がりを防ぎやすいとされている[2]。そのためWHOは、低レベル感染地域では高レベル感染地域または中レベル感染地域への旅行者・滞在者に、A型肝炎ワクチンの予防接種を推奨している[2]（トラベラーズワクチン）。
  - 日本でも開発途上国に中・長期(1か月以上)滞在する人、特に40歳以下に接種が推奨されている[10]。ただし、海外旅行に限らず、日本でも散発的な発症があるため、定期接種にする必要性が唱えられている[11]。

### 食品
- A型肝炎の常在地域では感染症予防の観点から生水や生野菜などの非加熱食品の摂取を避けるべきとされる[4]。
- 食品を通してA型肝炎が発生した場合には、食品検査が強化されることがある[12]。